# 綺羅光
綺羅 光（きら ひかる、生年不詳）は、日本の官能小説家。

## 概要
官能小説家としてのデビューは、1984年3月の「女教師・裕美の放課後」とされている。代表作に「牝猟」、「凌辱女子学園」シリーズ、「沙織」シリーズなどがある。

## 作風
レイプを主とした凌辱物を得意とし、作品中に薬物や暴力団が登場することが多いのが特徴である。初期は女教師をヒロインとすることが多かったが、後に女子高生、人妻、女子大生、OL、姉などと多様化していく。しかし、官能小説における定番とされる実母、看護婦は一貫して登場していない。ヒロインの傾向として、清純で男性経験は少ない（もしくは処女）。ただし、「女教師M」の姫田玖美子のような例外もいる。人妻であっても母娘物などを除けば、子どものいない20代の若妻なことが多い。ヒロインに恋人や配偶者がいる場合、ペニスのサイズや精力などが一般的、もしくはやや劣っていると描写され、多くの作品で凌辱魔がそれを揶揄するセリフを口にする。作品には「むふン」「あはン」という女性の喘ぐ台詞が頻出する。男がヒロインを罵倒する場合「阿女」と呼ぶ表現が用いられる。
普通の生活を送っていたヒロインが、陵辱犯に目を付けられ、何らかの理由（もしくは力づく）で拘束もしくは監禁され、凌辱を受ける展開が多い。またはヒロインに一方的な片思いをしていた男が、ヒロインの弱み（多くの場合、性的な写真、ビデオ、音声など）を手にし、それを元に脅迫し凌辱者となるパターンも多々ある。多くの場合、凌辱者は最初一人であっても途中から協力者（暴力団関係者、富豪、調教師、強姦魔などが多い）を得て、複数人による凌辱に至ったり、ヒロインがそれらの男と売春を強要される。家族や職場の同僚などが巻き込まれることもあり、家庭や人間関係が崩壊し、ヒロインは社会的にも追い込まれ自分を凌辱した男たちとの生活を余儀なくされる。
作品の多くで男たちは最初の凌辱で仕上げとして膣内に射精するが、妊娠に関して言及されることはあまりなく、それに対しヒロインがリアクションを見せることも少なく、どちらかといえばマーキング的な意味合いが強い。2000年代以降の作品ではヒロインが膣内射精を嫌がる描写が増えてきており、男側もヒロインを妊娠させると息巻くことがある（「兄嫁・盗まれた蜜戯」「凌辱女子学園」シリーズなど）。ただし以前にも「麗人ファンド（「人妻凌辱記念日」収録）」の城戸有理子のように膣内射精に激しい嫌悪や絶望感を示したり、「沙織 恥辱のゼミナール」の沙織のように凌辱後に妊娠の可能性を示唆され精神的にも追い込まれたり、「女教師凌辱の時間割」の志村里美のように男が妊娠を目的としているなど、そのような描写が存在しなかったわけではない。しかしいずれの作品もヒロインが凌辱犯の子を実際に妊娠する展開には至っていない。
大半の作品でヒロインは凌辱から逃れることが出来ず、また一時的に逃走しても連れ戻されたり、逃走先で別の男から凌辱を受けるなど、悲惨な幕切れとなる。凌辱側（男）が主人公の場合は、機能不全に陥る、ヒロインを奪われるなど双方共に不幸な結末を迎える。終盤にヒロインの関係者（多くの場合はヒロインに片思いをしている男）が登場し、新たな凌辱展開を匂わせて終了するケースも見られる。

## 著書

### 1980年代
- 女教師・裕美の放課後（1984年、フランス書院）
- 狙われた女教師（1984年、フランス書院）
- 女教師・二十三才（1985年、フランス書院文庫）
- 女教師・私生活（1986年、フランス書院文庫）
- 女教師・恥辱の旋律（1986年、フランス書院文庫）
- 女教師雌奴隷（1986年、フランス書院文庫）
- 美人キャスター・隷獣（1986年、フランス書院文庫）
- 女教師凌辱の時間割（1987年、フランス書院文庫）
- 美肉姉妹（1987年、フランス書院文庫）
- 狙われた女教師（1987年、フランス書院文庫）
- 牝猟 女秘書凌辱篇（1987年、フランス書院文庫）
- 凌辱女子学園（1987年、フランス書院文庫）
- 凌辱女子学園 母娘奴隷篇（1987年、フランス書院文庫）
- 人妻凌辱記念日（1988年、フランス書院文庫）「人妻クライシス」（改題、SMスピリッツ隔月連載）
- 凌辱女子学園 女教師姦淫篇（1988年、フランス書院文庫）
- 新妻・凌辱の標的（1988年、フランス書院文庫）
- 女教師M（1988年、フランス書院文庫）
- 女子大生・恥辱の檻（1989年、フランス書院文庫）
- 美人課長・二十八歳 （1989年、フランス書院文庫）
- 姉と弟・相姦伝説 （1989年、フランス書院文庫）
- 美姉妹 恥辱の履歴書（1989年、フランス書院文庫）
- 凌辱・恥辱・屈辱（1989年、フランス書院文庫）

### 1990年代
- 清純女学園 汚辱の刻印（1990年、フランス書院文庫）
- 沙織 恥辱のゼミナール（1990年、フランス書院文庫）
- 叔母・魔性の血淫（1990年、フランス書院／のち文庫）「叔母魔悦の烙印」（改題、竹書房ラブロマン文庫）
- 隷嬢 綺羅光の凌辱世界（1990年、白夜書房）
- 美姉妹・屈辱の部屋（1991年、フランス書院文庫）
- 沙織 恥虐の特別講義（1991年、フランス書院文庫）
- 女子大生理江と淫鬼（1991年、フランス書院文庫）
- 沙織 恥獄の研究室（1992年、フランス書院文庫）
- 凌辱鬼 連続レイプ（1992年3月、フランス書院文庫）
- 暴虐学園（1992年5月、フランス書院文庫）
- 人妻・恥辱の同窓会（1992年10月、フランス書院文庫）
- 美姉妹・恥辱の履歴書（1992年12月、フランス書院／のち文庫）
- 制服解剖教室（1992年8月、フランス書院文庫）
- 未亡人・肉奴隷（1993年7月、フランス書院文庫）
- 生贄・魔姦地獄（1993年1月、フランス書院文庫）
- 悪魔の肉調教 隣りの女子大生（1993年4月、フランス書院文庫）
- 生贄・淫虐痴獄（1993年10月、フランス書院文庫）
- 猟辱（1994年1月、フランス書院文庫）
- 超姦!（1994年10月、フランス書院文庫）
- 美少女奴隷クラブ（1994年3月、フランス書院文庫）
- 生贄・性蝕の極印（1994年12月、フランス書院文庫）
- 隷従女子大生 凌辱の連鎖（1995年5月、フランス書院文庫）
- 美姉妹・レイプ寝室（1995年8月、フランス書院文庫）
- 美畜! 恥辱の奴隷勤務（1995年2月、フランス書院文庫）
- 狂姦!（1996年12月、フランス書院文庫）
- 「超」凌辱法（1996年4月、フランス書院文庫）
- 魔弾! 檻の中の美術教師（1996年7月、フランス書院文庫）
- 美畜! 地獄の招待状（1996年2月、フランス書院文庫）
- 黒い凌辱! 令嬢女子大生・悪魔の調教（1996年10月、フランス書院文庫）
- 魔弾!美術教師・牝奴隷の刻印（1997年5月、フランス書院文庫）
- 沙織二十八歳（1997年7月、フランス書院）
- 美人課長・映美子（1997年10月、フランス書院文庫）
- 魔弾!女教師・地獄の奴隷回廊（1998年3月、フランス書院文庫）
- 二人の令嬢女子大生（1998年5月、フランス書院文庫）
- 東京蜜猟クラブ（1998年1月、フランス書院文庫）
- 電脳M奴隷・麗美（1999年9月、フランス書院文庫）
- 女教師奴隷市場 悪魔のコレクション（1999年12月、フランス書院文庫）
- 淫獄の学園 美聖徒調教（1999年4月、コアマガジン）
- 悪魔の生贄 人妻と清純女子大生（1999年3月、フランス書院文庫）
- 人妻二十八歳・被虐の終身奴隷（1999年5月、フランス書院文庫）「人妻」（改題、竹書房ラブロマン文庫）

### 2000年代
- 美人講師・鮎川弘美 魔惑の個人授業（2000年8月、フランス書院文庫）　※作者には珍しい艶笑譚。
- 人妻狩りの魔檻（2000年3月、フランス書院文庫）
- 美女くらべ（2001年11月、竹書房文庫）
- 姉と女教師（2001年10月、フランス書院文庫）
- 淫猟夢 少女と人妻が待つ檻（2001年1月、フランス書院文庫）
- 女豹教師（2002年11月、フランス書院文庫）
- 奴隷夫人・奴隷美少女 淫猟夢2（2002年3月、フランス書院文庫）
- 美虐 綺羅光官能作品集（2002年10月、竹書房文庫）
- 青の獣愛（2003年4月、フランス書院文庫）
- 美畜! 安藤香奈・牝奴隷の宿命（2003年8月、フランス書院）
- 蜜辱 綺羅光官能作品集（2003年5月、竹書房文庫）
- 新・凌辱女子学園 1（2004年5月、フランス書院文庫）
- 人妻・破戒（2004年8月、フランス書院文庫）
- 紅い肉罠（2004年3月、竹書房ラブロマン文庫）
- 隷辱の肉舎 美姉妹・檻のなかの快楽（2004年1月、フランス書院文庫）
- 美人社長・沙月―鎖のオフィス（2004年8月、竹書房ラブロマン文庫）
- 美囚図鑑（2005年12月、フランス書院）
- 女豹伝説―美肉の復讐（2005年8月、竹書房ラブロマン文庫／のちフランス書院R文庫）
- 美牝降臨 新・凌辱女子学園 2（2005年、フランス書院文庫）
- 薔薇と制服（2005年7月、フランス書院文庫）
- 慄える秘蜜 麗姉妹（2005年1月、竹書房ラブロマン文庫）
- 肉蝕の生贄（2005年8月、フランス書院）
- 麗奴の肉祭（2006年1月、フランス書院文庫）
- 微熱の唇 色づく時間たち（2006年1月、竹書房ラブロマン文庫）
- 女教師・黒い蜜愛（2006年8月、フランス書院文庫）
- 聖奴伝説 新・凌辱女子学園 3（2006年10月、フランス書院文庫）
- 人妻・那美子《獄愛》（2007年1月、フランス書院文庫）
- 隷嬢天使 唯梨の獣字架（2007年3月、フランス書院文庫）
- 兄嫁・盗まれた蜜戯（2007年5月、フランス書院文庫）
- 生贄授業 女教師・弓香（2007年11月、フランス書院文庫）
- 愛獣教室 女教師・弓香（2007年8月、フランス書院文庫）
- 耽美に嬲られて 三人の令夫人（2008年3月、フランス書院文庫）
- 愛囚（2008年5月、フランス書院文庫）
- 蜜色の夢魔 人妻沙夜・29歳（2008年11月、フランス書院文庫）
- 肉楼に棲む人妻と美少女 淫猟夢 3（2009年3月、フランス書院文庫）
- 人妻・藤平潤子 魔辱の麗囚（2009年7月、フランス書院文庫）
- 僕の妻 奪われた蜜室（2009年12月、フランス書院文庫）

### 2010年代
- 麗姉妹 人妻とスチュワーデス（イラスト:吉田光彦、2010年2月、フランス書院R文庫)
- 姉妹夢惨花【翡翠の鎖】（2010年3月、フランス書院文庫）
- 愛囚オフィス 美しき聖奴の三重奏（2010年8月、フランス書院文庫）
- 姉妹秘艶夜【瑠璃の魔島】（2010年10月、フランス書院文庫）
- 美少女奴隷コンテスト（2011年3月、フランス書院文庫）
- 姦ぱにい――こちら野獣商会 未亡人・雪奈の部屋（2011年6月、フランス書院文庫）
- 獣字架学園　美少女【刻印】 （2011年10月、フランス書院文庫）
- 獣字架学園〈2〉女教師 聖姦（2012年3月、フランス書院文庫）
- 私の妻が肉辱された夜（2012年6月、フランス書院文庫）
- 人妻奴隷コンテスト【魔辱オークション】（2013年3月、フランス書院文庫）
- 人妻奴隷コンテスト【哀艶クライマックス】（2013年7月、フランス書院文庫）
- 美星狩り: 大学講師・史摩、そして潤子と留美子（2014年2月、フランス書院文庫）
- 美星狩り2 四匹の麗奴が啼く夜は（2014年6月、フランス書院文庫）
- 美姉弟・艶獄（2014年9月、フランス書院文庫）
- 美星伝説 薔薇の唇: 史摩と留美子、そして智実も堕ちていく（2014年12月、フランス書院文庫）
- 肉魔と恋人（2015年5月、フランス書院文庫）
- 三人の美熟妻【艶愛】（2015年11月、フランス書院文庫）
- 助教授・沙織【完全版】（2015年12月、フランス書院文庫X）
- 母娘奴隷　絶対支配の蜜度（2016年3月、フランス書院文庫）
- 【重犯調教】女教師と令嬢たち（2016年7月、フランス書院文庫）
- 新妻供出　淫獣上司に狙われて（2016年7月、フランス書院文庫）
- 【完全版】淫猟夢（2016年8月、フランス書院文庫X）
- 若妻瑠梨【奴隷マンション】（2016年11月、フランス書院文庫）
- 重犯飼育【令嬢・千奈実と綾花】（2017年2月、フランス書院文庫）
- 【完全版】魔弾!（2017年4月、フランス書院文庫X）
- 未亡人社長・瑛理子: 座敷牢の美囚（2017年6月、フランス書院文庫）
- 人妻奴隷姉妹（2017年12月、フランス書院文庫）
- インテリ眼鏡美女、堕ちる: 香里と美月（2018年4月、フランス書院文庫）
- ふたりの美人課長【完全調教】（2018年8月、フランス書院文庫X）
- インテリ美人弁護士、堕ちる（2018年11月、フランス書院文庫）
- 生贄帰国子女、完全屈服（2019年4月、フランス書院文庫）
- 【限定版】牝猟（2019年6月、フランス書院文庫）
- 麗人デザイナー、牝堕ち（2019年11月、フランス書院文庫）

### 2020年代
- 聖性崩壊【女教師・完全調教】（2020年5月、フランス書院文庫）
- 女教師 裕美の放課後（2020年5月、フランス書院文庫）
- 【傑作選】人妻美囚市場（2020年6月、フランス書院文庫）
- 天空の檻【獣宴】（2020年11月、フランス書院文庫）
- 奈落の淫界【麗姫無惨】（2021年4月、フランス書院文庫）
- 青と白の獣愛（2021年6月、フランス書院文庫）
- 人妻・愛虐巡礼（2021年11月、フランス書院文庫）
- 魔獄の新天地（2022年4月、フランス書院文庫）
- 赤と黒の淫檻【隷嬢女子大生】（2022年6月、フランス書院文庫）
- 聖奴隷斡旋所（2022年11月、フランス書院文庫）

## 原作

### 漫画
- 蜜色の夢魔 (ギタ☆レン)
- 香織先生のひみつ（高坂幸雄）

### 18禁ゲーム
- 女教師・裕美の放課後
- 凌辱女子学園
- 淫獄の学園 美聖徒調教

### OVA
- 女教師・裕美の放課後
- 凌辱女子学園
- 女教師二十三歳